# Meteorítica
Meteorítica es la ciencia que estudia los meteoros, los meteoritos y los meteoroides. Está estrechamente relacionada con la cosmoquímica, la mineralogía y la geoquímica. A un especialista en meteorítica se le denomina especialista en meteorítica.
La investigación científica en meteorítica incluye la recolección, identificación y clasificación de meteoritos y el análisis de muestras obtenidas de ellos en laboratorio. Los análisis típicos comprenden la investigación de los minerales que constituyen el meteorito, su posición relativa, orientaciones y composiciones químicas; análisis de relaciones isotópicas; y dataciones radiométricas. Estas técnicas se emplean para determinar la edad, el proceso de formación y la historia posterior del material que compone el meteorito. Esto aporta información sobre la historia del Sistema Solar, cómo se formó y evolucionó, y el proceso de formación planetaria.

## Historia de la investigación
Antes de la documentación de L'Aigle se creía en general que los meteoritos eran un tipo de superstición y que quienes afirmaban verlos caer del espacio mentían.
En 1960 John Reynolds descubrió que algunos meteoritos presentan un exceso de 129Xe, resultado de la presencia de 129I en la nebulosa solar.

## Métodos de investigación

### Mineralogía
La presencia o ausencia de ciertos minerales es indicativa de procesos físicos y químicos. Los impactos en el cuerpo progenitor quedan registrados por las brechas de impacto y por fases minerales de alta presión (p. ej., coesita, akimotoita, majorita, ringwoodita, stishovita, [[Wadsleyita|wadsleyita]). Los minerales portadores de agua, y las muestras de agua líquida (p. ej., Zag, Monahans) son un indicador de actividad hidrotermal en el cuerpo progenitor (p. ej., minerales de la arcilla).

### Datación radiométrica
Los métodos radiométricos pueden emplearse para fechar distintas etapas de la historia de un meteorito. La condensación a partir de la nebulosa solar queda registrada por las inclusiones ricas en calcio y aluminio y los cóndrulos. Estos pueden datarse utilizando radionúclidos presentes en la nebulosa solar (p. ej., 26Al/26Mg, 53Mn/53Cr, U/Pb, 129I/129Xe). Tras la acreción del material condensado en planetesimales de tamaño suficiente, se producen fusión y diferenciación. Estos procesos pueden datarse con los métodos U/Pb, 87Rb/87Sr, 147Sm/143Nd y 176Lu/176Hf. La formación y enfriamiento del núcleo metálico pueden fecharse aplicando el método 187Re/187Os a los meteoritos de hierro. Los eventos de impacto a gran escala o incluso la destrucción del cuerpo progenitor pueden fecharse mediante el método 39Ar/40Ar y el método de huellas de fisión de 244Pu. Tras la fragmentación del cuerpo progenitor, los meteoroides quedan expuestos a la radiación cósmica. La duración de esta exposición puede datarse utilizando el método 3H/3He, 22Na/21Ne, 81Kr/83Kr. Tras el impacto en la Tierra (o cualquier otro planeta con suficiente blindaje frente a rayos cósmicos) los radionúclidos cosmogénicos decaen y pueden utilizarse para datar el tiempo transcurrido desde la caída del meteorito. Los métodos para datar esta exposición terrestre incluyen 36Cl, 14C, 81Kr.